# Patrick Soria
Pour les articles homonymes, voir Soria (homonymie).
Patrick Soria est un footballeur français, né le 19 avril 1964 à Marckolsheim dans le département du Bas-Rhin. Il évolue au poste d'attaquant du début des années 1980 au début des années 1990.
Formé au Montpellier HSC, il joue ensuite notamment au FC Istres avant de terminer sa carrière au FC Sète.

## Biographie
Après avoir effectué une brève carrière de footballeur professionnel, il se reconvertit dans la restauration et dirige notamment un établissement d'été de plage sur le .
Le 29 avril 2008, après 1 mois de prison préventive aux baumettes, il est condamné à 10 mois de prison ferme par le tribunal correctionnel de Marseille pour son implication, en 2006,au coeur d'un vaste réseau de trafic de cocaïne.
En 2016 il est mis en examen dans une affaire liée aux fraudes  électorales à la CCI de Montpellier. 
En mai 2022 il tente un retour dans le football amateur au club du FC Sète 34 comme manager avant d'être écarté du club lors des troubles financiers du club. En 2023, le FC Sète 34 sera placé en liquidation judiciaire et rétrogradé en régional 3 par la fédération française de football. Le FC Sète perdra même son nom pour devenir le SC Sète.

## Carrière
- AS Saint Martin Montpellier
- Montpellier HSC
- FC Istres
- Melun  France
- LB Châteauroux
- FC Sète[2]